# CS Emelec
Club Sport Emelec este un club sportiv ecuadorian din Guayaquil, cunoscut mai ales datorită echipei sale de fotbal. Echipa de fotbal evoluează în Serie A, eșalonul superior al fotbalului ecuadorian.

## Lotul actual
- La 24 ianuarie 2013

| Nr. |           | Poziție | Jucător                  |
| --- | --------- | ------- | ------------------------ |
| 1   | Ecuador   | P       | Wilmer Zumba             |
| 2   | Ecuador   | F       | Fulton Francis           |
| 3   | Ecuador   | F       | John Narvaez             |
| 4   | Argentina | F       | Cristian Nasuti          |
| 5   | Ecuador   | F       | José Luis Quiñónez       |
| 6   | Ecuador   | F       | John Garcés Pino         |
| 7   | Ecuador   | M       | Enner Valencia           |
| 8   | Argentina | A       | Marcos Mondaini          |
| 10  | Ecuador   | A       | Miller Bolaños           |
| 11  | Ecuador   | A       | Marcos Caicedo           |
| 12  | Ecuador   | P       | Esteban Dreer            |
| 13  | Ecuador   | M       | Ángel Mena               |
| 14  | Ecuador   | M       | Polo Wila                |
| 15  | Ecuador   | M       | Pedro Quiñónez (captain) |

| Nr. |           | Poziție | Jucător             |
| --- | --------- | ------- | ------------------- |
| 16  | Ecuador   | F       | Óscar Bagüí         |
| 17  | Ecuador   | M       | Robert Burbano      |
| 18  | Argentina | A       | Denis Stracqualursi |
| 19  | Ecuador   | M       | Fernando Gaibor     |
| 20  | Ecuador   | M       | Eddy Corozo         |
| 21  | Ecuador   | M       | Yorman Caicedo      |
| 22  | Ecuador   | P       | Javier Klimowicz    |
| 23  | Ecuador   | F       | Gabriel Achilier    |
| 24  | Paraguay  | F       | Fernando Giménez    |
| 25  | Ecuador   | P       | Cristian Arana      |
| 26  | Ecuador   | F       | Byron Mina          |
| 27  | Ecuador   | F       | Carlos Vera Morán   |
| 28  | Ecuador   | M       | Oswaldo Lastra      |
| 29  | Ecuador   | M       | Christian Aleman    |
| 30  | Ecuador   | A       | Vinicio Angulo      |

### În arendă
| Nr. |         | Poziție | Jucător                           |
| --- | ------- | ------- | --------------------------------- |
| 17  | Ecuador | F       | Wilson Morante (at River Plate)   |
|     | Ecuador | M       | Washington Velez (at River Plate) |
|     | Ecuador | M       | Roger Renteria (at Ferroviarios)  |
|     | Ecuador | A       | Kevin Tello (at River Plate)      |

| Nr. |         | Poziție | Jucător                          |
| --- | ------- | ------- | -------------------------------- |
|     | Ecuador | A       | Dennys Hurtado (at C. D. Olmedo) |
|     | Ecuador | A       | Armando Angulo (at Rocafuerte)   |
|     | Ecuador | A       | Roberto Mina (at Manta)          |

### Echipa secundă
| Nr. |         | Poziție | Jucător          |
| --- | ------- | ------- | ---------------- |
|     | Ecuador | F       | Marlon Mejia     |
|     | Ecuador | F       | Juan Poveda      |
|     | Ecuador | F       | Bryan Carranza   |
|     | Ecuador | F       | Diego Oviedo     |
|     | Ecuador | F       | Luis Quiñónez    |
|     | Ecuador | M       | Jean de la Rosa  |
|     | Ecuador | M       | Fernando Pinillo |

| Nr. |         | Poziție | Jucător             |
| --- | ------- | ------- | ------------------- |
|     | Ecuador | M       | Mauricio Muñoz      |
|     | Ecuador | M       | Luis Seminario      |
|     | Ecuador | M       | Pedro Vacacela      |
|     | Ecuador | A       | Gualberto Caicedo   |
|     | Ecuador | A       | Fernando Rendón     |
|     | Ecuador | A       | Michael Ochoa       |
|     | Ecuador | A       | Rodrigo Rivadeneira |

### Topul golgheterilor
| Seria A - Carlos Alberto Raffo (1963; 4 goals) - Carlos Miori (1979; 26 goals) - Ariel Graziani (1996; 19 goals) - Ariel Graziani (1997; 24 goals) - Iván Kaviedes (1998; 43 goals) - Alejandro Kenig (2000; 25 goals) - Carlos Juárez (2001; 17 goals) - Luis Miguel Escalada (2006; 29 goals) - Jaime Ayoví (2010; 23 goals) | Costa - Carlos Alberto Raffo (1956; 13 goals) - Carlos Alberto Raffo (1957; 14 goals) - Carlos Alberto Raffo (1959; 21 goals) - Carlos Alberto Raffo (1960; 11 goals) - Carlos Alberto Raffo (1961; 14 goals) - Ruben Baldi (1964; 11 goals) - Bolívar Merizalde (1964; 11 goals) - Bolívar Merizalde (1965; 7 goals) | Copa Libertadores - Enrique Rayondi (1962; 6 goals) |

## Echipa tehnică
- Antrenor: Gustavo Quinteros
- Antrenor secund : Marcelo Solís
- Psiholog: Rodrigo Figueroa

### Antrenori notabili
- Eduardo Spandre (won the 1957 Serie A)
- Mariano Larraz (won the 1961 Serie A)
- Fernando Paternoster (won the 1965 Serie A)
- Jorge Lazo (won the 1972 Serie A)
- Eduardo García (won the 1979 Serie A)
- Juan Silva (won the 1988 Serie A)
- Salvador Capitano (won the 1993 Serie A)
- Carlos Torres Garcés (won the 1994 Serie A)
- Carlos Sevilla (won the 2001 Serie A)
- Rodolfo Motta (won the 2002 Serie A)

### Alți antrenori
- Jorge Habegger (1 iulie 2005–30 iunie 2006)
- Aníbal Ruiz (30 aprilie 2008–Aug 5, 2008)
- Gabriel Perrone (Nov 4, 2008–Dec 16, 2009)
- Jorge Sampaoli (Jan 1, 2010–Dec 1, 2010)
- Omar Asad (Jan 1, 2011–11 mai 2011)
- Juan Ramón Carrasco (6 iulie 2011–Nov 29, 2011)
- Marcelo Fleitas (Dec 1, 2011–7 iulie 2012)
- Gustavo Quinteros (8 iulie 2012–)

## Palmares
Regional
- Campeonato Amateur del Fútbol del Guayas (2): 1945, 1948
- Campeonato Profesional de Guayaquil (5): 1956, 1957, 1962, 1964, 1966

National
- Serie A (10): 1957, 1961, 1965, 1972, 1979, 1988, 1993, 1994, 2001, 2002, 2013, 2014, 2015, 2017
- Serie B (1): 1981 E1